# شورش شامپاین

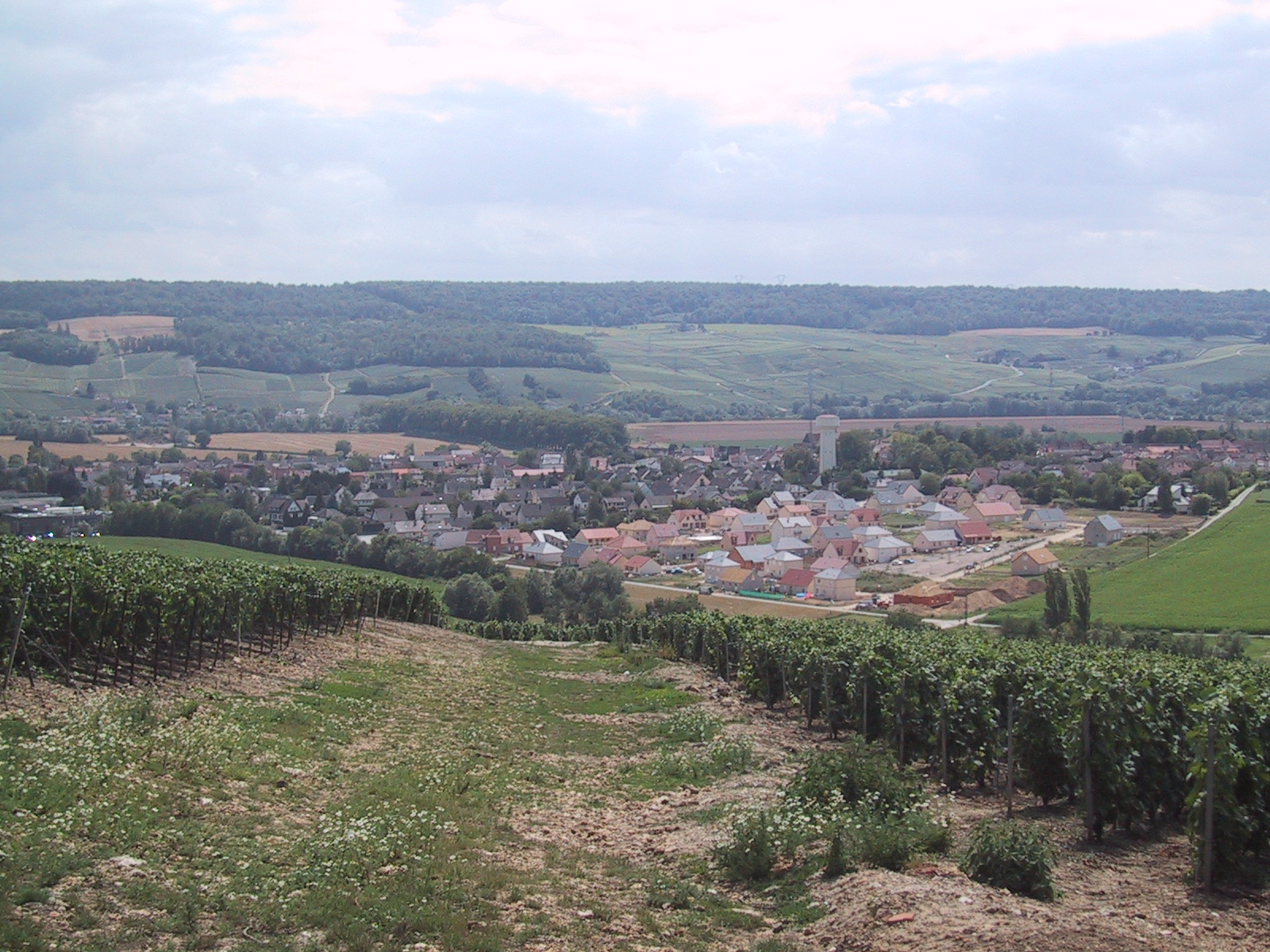
روستای دامری که شاهد برخی از اولین شورش‌ها بود.

شورش‌های شامپاین در سالهای ۱۹۱۰ و ۱۹۱۱ به دنبال مجموعه‌ای از مشکلات که کشاورزان انگور در منطقه شامپاین فرانسه با آن مواجه بودند، روی داد. این مشکلات شامل چهار سال تلفات فاجعه‌بار محصول، هجوم شپش فیلوکسرا (که ۱۵٬۰۰۰ جریب فرنگی (۶٬۱۰۰ هکتار) را از بین برد. از تاکستان‌های آن سال، درآمد کم و اعتقاد به اینکه تاجران شراب از خارج از منطقه شامپاین انگور وارد کردند. رویداد شگرف ممکن است اعلامیه در سال ۱۹۰۸ توسط دولت فرانسه باشد که با حکمی منطقه جغرافیایی دقیقی را که با اعطای نام شامپاین از مزیت اقتصادی و حفاظت برخوردار می‌شود، تعیین می‌کند. این توسعه اولیه مقررات کنترلی نام مبدأ به نفع مناطق مارن و آیسن شد تا منطقه اوب که شامل شهر تروآ - پایتخت تاریخی منطقه شامپاین - بود، حذف شود.

## رابطه بین کشاورزان و مراکز شامپاین
در منطقه شامپاین، تولید شامپاین عمدتاً در دست تولیدکنندگانی است که انگور را از پرورش دهندگان مستقل خریداری می‌کنند. در حالی که امروزه برخی از تولید کندگان، شراب را با برچسب خود تولید می‌کنند (که در مجموع به عنوان «شامپاین پرورش دهنده» شناخته می‌شود)، در اوایل قرن بیستم، سرمایه هنگفت مورد نیاز برای تولید شامپاین خارج از دسترس اکثر تولیدکنندگان بود. مراکز ساخت شامپاین می‌توانستند خطر بزرگ از دست دادن مقدار قابل توجهی از محصول در اثر انفجار بطری‌ها و همچنین هزینه نگهداری از انبارها را برای فرایند طولانی و پر زحمت تولید شامپاین تحمل کنند. این پویایی سیستمی را ایجاد کرد که مراکز شامپاین را به عنوان تنها منبع درآمد برای صاحبان تاکستان ترجیح می‌داد. اگر مراکز تولید شامپاین انگور خود را نمی‌خریدند، یک پرورش‌دهنده فرصت کمی برای کسب درآمد دیگری داشت.

## نارضایتی اولیه

توسعه سیستم راه‌آهن فرانسه در دهه ۱۸۵۰ دسترسی آسانی را برای خانه‌های شامپاین به انگورهای ارزانتر در خارج از منطقه شامپاین فراهم کرد.

نارضایتی که در نهایت به شورش‌ها منجر شد در طول قرن نوزدهم آغاز شد. فصل اول قرن بیستم به دلیل یخبندان و باران که عملکرد محصول را به شدت کاهش داد، دشوار بود. اپیدمی فیلوکسرا که باغ‌های انگور در سراسر فرانسه را ویران کرد، شامپاین را تحت تأثیر قرار داد. برداشت بین سالهای ۱۹۰۲ و ۱۹۰۹ بیشتر توسط مولد اند میلدیو با مشکل مواجه شد. این منطقه در سال ۱۹۱۰ تحت تأثیر طوفان تگرگ و سیل قرار گرفت و نزدیک به ۹۶ درصد از محصول از بین رفت. محبوبیت روزافزون شامپاین، و همچنین کمبود عرضه انگور در شامپاین، مراکز تولید شامپاین را تشویق کرد تا برای خرید ارزان‌تر انگور به خارج از منطقه شامپاین نگاه کنند. برخی از تولیدکنندگان شروع به استفاده از انگور آلمان و اسپانیا کردند.
تبانی در میان مراکز تولید شامپاین مختلف انجام شد تا قیمت انگور را به پایین‌ترین حد ممکن کاهش دهند، مراکز تولید شامپاین از این پویایی عرضه مازاد در مقابل تقاضای محدود به نفع خود استفاده کردند. آنها عواملی را استخدام کردند که به عنوان کمیسیونر شناخته می‌شدند تا با تاک‌کاران در مورد قیمت‌ها مذاکره کنند. این کمیسیونرها بر اساس قیمت پایینی که می‌توانستند با آنها مذاکره کنند، دستمزد می‌گرفتند، بنابراین از تاکتیک‌های مختلف از جمله خشونت و ارعاب استفاده کردند. برخی از مأموران علناً به دنبال رشوه بودند، اغلب به شکل انگور اضافی، از تاک‌کاران که خود را برای سود به آنها می‌فروختند. قیمت‌هایی که آنها می‌توانستند با آن‌ها مذاکره کنند، به ندرت هزینه‌های کشاورزی و برداشت را پوشش می‌داد که بسیاری از تاک‌کاران شامپنوآ را در فقر فرو برد. صاحبان تاکستان شامپنوآ برای انگور کمتر دستمزد کمتری دریافت می‌کردند و فقر گسترده بود.

## شورش‌ها

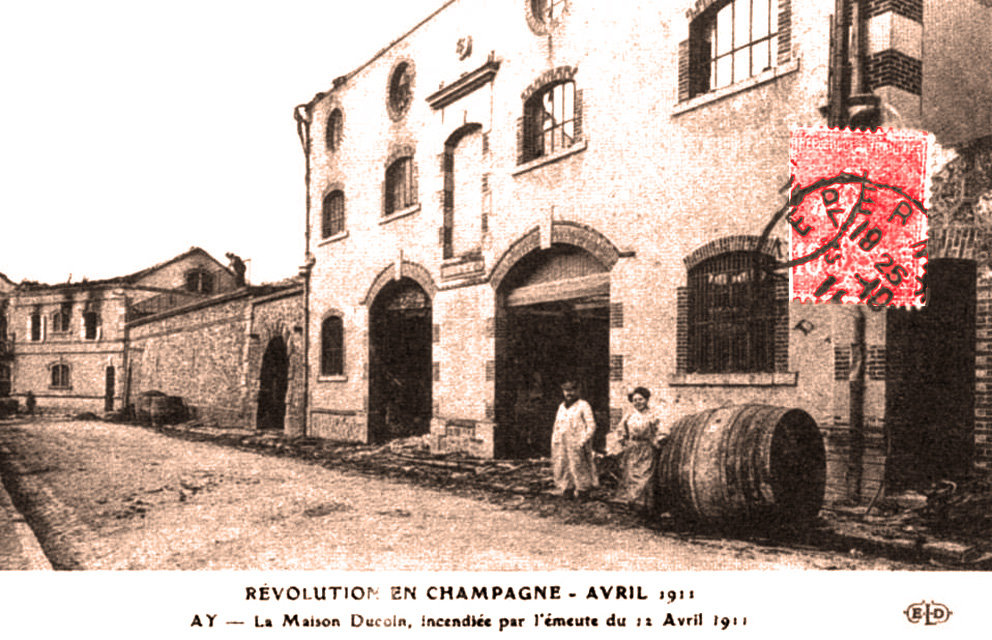
آه، خانه شامپاین سوخت.

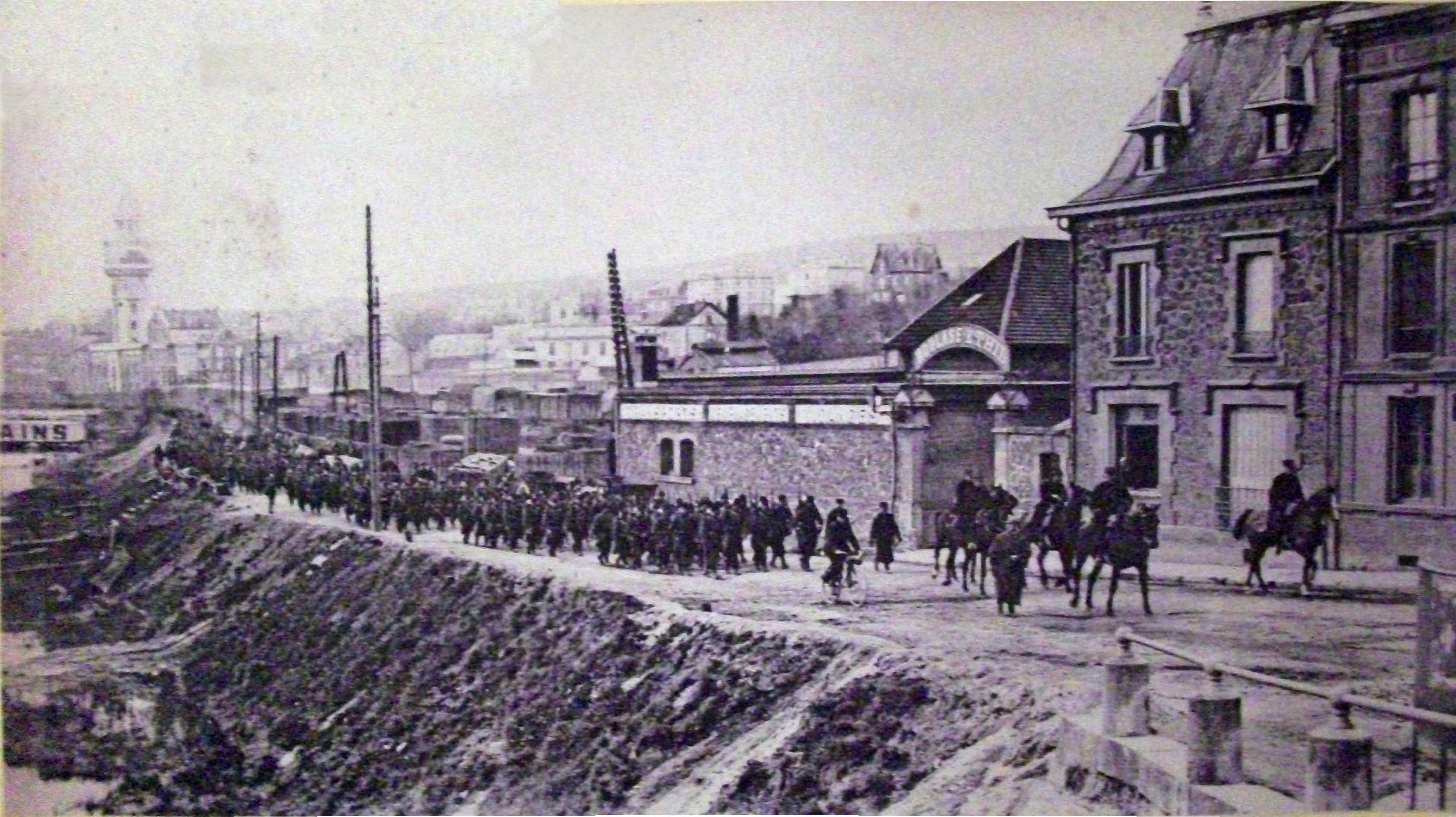
سربازان در Épernay.

در ژانویه ۱۹۱۱، با شروع شورش در شهرهای دامری و هاتویلیرز، ناامیدی به نقطه جوش رسید. تاک‌کاران شامپنوآ کامیون‌های حامل انگور را از دره لوآر رهگیری کردند و آنها را به رودخانه مارن هل دادند. آنها سپس به انبارهای تولیدکنندگان معروف به تولید شامپاین تقلبی رفتند و شراب و بشکه‌های بیشتری را به دریای مارن پرت کردند. صاحب Achille Perrier خانه خود را در محاصره یک گروه خشمگین پیدا کرد که شعار "A bas les fraudeurs" (مرگ بر تقلب) سر می‌دادند. او توانست با مخفی شدن در خانه نگهبان خود از آسیب بگریزد. خانه‌های شهروندان خصوصی و همچنین تولیدکنندگان شامپاین غارت شد. در جایی آتشی به پا شد که سراسر شهر را فرا گرفت. فرماندار منطقه یک تلگراف فوری به پاریس فرستاد و درخواست کمک کرد و گفت: "ما در وضعیت جنگ داخلی هستیم!" با طلوع خورشید تمام روستای Aÿ در حال سوختن بود. برای فرونشاندن خشونت، دولت فرانسه بیش از ۴۰۰۰۰ سرباز را به منطقه اعزام کرد.

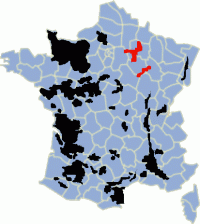
تنش بین تولیدکنندگان در Marne (بالا برجسته) و Aube (در جنوب) منبع شورش بیشتر شد زیرا مرزهای جغرافیایی منطقه شامپاین مورد بحث قرار گرفت.